# Верхнее Нильмозеро
Верхнее Нильмозеро — озеро на территории Малиновараккского сельского поселения Лоухского района Республики Карелии.

## Общие сведения
Площадь озера — 8,7 км², площадь водосборного бассейна — 94,7 км². Располагается на высоте 26,0 метров над уровнем моря.
Форма озера лопастная, продолговатая: оно почти на десять километров вытянуто с запада на восток. Берега изрезанные, каменисто-песчаные, местами заболоченные.
Через водоём протекает река Нильма, впадающая в Кандалакшский залив Белого моря.
В озере более двух десятков безымянных островов различной площади, однако их количество может варьироваться в зависимости от уровня воды.
Вдоль северного берега озера проходит автодорога местного значения 86К-124 («Р-21 „Кола“, км 1051 — Нильмозеро — Нильмогуба»).
Код объекта в государственном водном реестре — 02020000711102000001944.